# André Beucler
Pour les articles homonymes, voir Beucler.
 (août 2010).
Si vous disposez d'ouvrages ou d'articles de référence ou si vous connaissez des sites web de qualité traitant du thème abordé ici, merci de compléter l'article en donnant les références utiles à sa vérifiabilité et en les liant à la section « Notes et références ».
Jules Beucler, dit André Beucler, né à Saint-Pétersbourg le 23 février 1898 et mort à Nice le 26 février 1985, est un écrivain, journaliste, scénariste, cinéaste, producteur de radio, essayiste, traducteur, mais aussi historien, critique d'art et résistant français.
André BEUCLER a préfacé en 1942 la 47 ème édition de Courrier sud d'Antoine de Saint Exupéry. 

## Biographie

### Jeunesse et formation (1898-1920)
André Beucler naît dans une vieille famille franc-comtoise. Son père, Jules Beucler, luthérien originaire de Montbéliard, enseigne le français à l'École de Droit et à l'École Militaire Impériale des Cadets à Saint-Pétersbourg, ou il épouse Marie Souvorkova, est la fille du Général russe Souvorkoff. Enfant, il voyage beaucoup avec sa famille à travers l'Asie Centrale, découvrant des régions comme l'Oural, le Caucase, le Turkestan et Samarcande. Ces voyages influencent profondément sa vision du monde.
En 1908, il voyage seul avec son frère de Saint-Pétersbourg à Belfort, où ils deviennent pensionnaires du lycée de Belfort puis de celui de Besançon. Il pratique divers sports et découvre sa passion pour la littérature grâce à des professeurs comme Albert Thibaudet. En 1916, il s’inscrit à la Sorbonne, mais est mobilisé en avril 1917 dans l'artillerie lourde. Blessé au front, il est affecté comme interprète dans un camp de prisonniers allemands à Charleville jusqu'en avril 1920. Cette même année, sa mère décède dans la maison familiale de Bondeval (Doubs) où ses parents se sont définitivement installés depuis 1918, chassés de Russie par la révolution bolchevique.

### Débuts professionnels et littéraires (1920-1924)
Après la guerre, Beucler vit à Paris. Il exerce divers petits métiers pour subvenir à ses besoins. Il est dessinateur, marchand de cartes postales coloriées, et secrétaire général d’un journal universitaire. Durant cette période, il réalise des interviews de figures littéraires et philosophiques telles qu'Anatole France, Maurice Barrès, et Henri Bergson. Il collabore à Fantasio-Le Rire, un journal illustré influent de l’époque. En 1923, il écrit Le Dernier Jour (publié dans La Revue de Bourgogne), qui obtient le grand prix de scénarios de Los Angeles en 1924. Il publie un autre scénario en 1925 : Un suicide (collection Cinario, Gallimard).

### Ascension littéraire (1925-1930)
La même année, Beucler publie son premier récit, La Ville anonyme, aux éditions Gallimard, suivi de nouvelles, de contes et de romans remarqués par des critiques comme Paul Morand et Max Jacob. Son talent est rapidement reconnu, et il se lie d'amitié avec des écrivains comme Léon-Paul Fargue, Jean Cocteau, Joseph Kessel et Jean Giraudoux. Il adhère au club des "Moins de trente ans", un cercle littéraire prestigieux.

### Contribution au cinéma et au journalisme (1930-1934)
Dans les années 1930, Beucler s’investit dans le cinéma à la Universum Film AG à Berlin, collaborant à plusieurs films en tant que scénariste et dialoguiste. Il travaille avec des figures du cinéma européen et participe à des productions comme IF1 ne répond plus. Simultanément, il devient un journaliste influent, publiant des reportages et des chroniques sur des sujets politiques et sociaux dans des journaux comme le Petit Parisien, Marianne et L'Intransigeant. Il aborde des thèmes aussi divers que le théâtre, le music-hall, l'art, et les figures marquantes de son époque. Il consacre au cinéma des articles, des chroniques et des études dans La Nouvelle Revue Française, La Revue du cinéma, Les Nouvelles Littéraires. À la même époque, il dénonce la montée du nazisme, et prévient des risques de guerre en raison du réarmement de l'Allemagne, l'ensemble de ces articles sont repris en 2023 dans Vu d’Allemagne (Reportages 1931-1939), Éditions de la Thébaïde.

### Années de guerre et résistance (1939-1945)
En 1939, Beucler rejoint le cabinet du Commissariat à l'Information de Jean Giraudoux et mène des missions spéciales en Europe. Puis, il s’engage dans la Résistance en zone libre, participant à des activités clandestines pour aider des juifs et des résistants. Son frère Serge, membre de l'Armée Secrète, meurt en 1945 lors d'une opération de déminage à Menton.

### Après-guerre et carrière radiophonique (1945-1965)
À la Libération, avec Albert Riéra, Beucler devient chef des informations à Radio Nice. Puis, il retourne à Paris et se consacre à la radio (ORTF), animant des émissions culturelles comme Le Bureau de Poésie. Ce programme, initié par Paul Gilson, permettait à des poètes jeunes, inconnus ou débutants, d'envoyer des textes qui étaient lus à la Radiodiffusion française par des artistes connus comme Maria Casarès et Serge Reggiani. Durant 20 ans, cette émission reçoit quelques milliers d'œuvres. Parallèlement, il continue à écrire et à publier des romans, des essais et des articles.

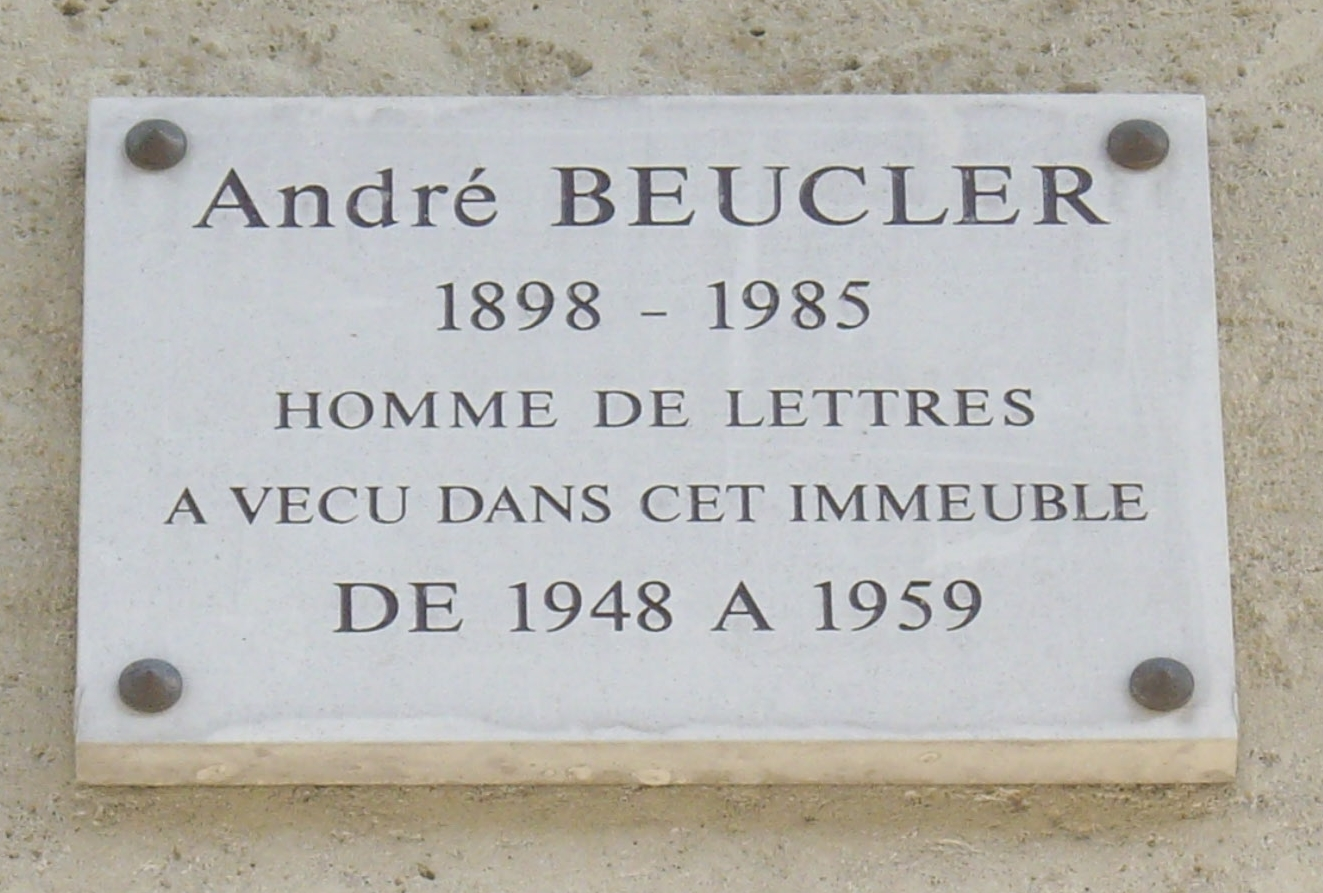
Plaque commémorative au no 24 de l'avenue Matignon à Paris, où habita André Beucler.

### Dernières années et héritage (1965-1985)
Dans les années 1970, Beucler se retire à Nice, où il continue à écrire et à peindre. Il publie des recueils de portraits littéraires, évoquant ses amitiés et ses rencontres avec des figures des arts et des lettres comme Marcel Achard, Marcel Aymé, Jean Cocteau, Joseph Kessel, Marie Laurencin, Max Jacob, et bien d'autres. Il reste actif dans le milieu culturel jusqu'à sa mort en 1985.

## Publications
L'œuvre éditée d'André Beucler comporte 42 volumes, parmi lesquels 15 romans, 6 essais et 6 recueils de portraits et souvenirs, ainsi qu'une cinquantaine de contes et nouvelles parus dans la presse.
- 1925 : La Ville anonyme (drame social), Entrée du Désordre, Un suicide, Jacquot et l'Oncle de Marseille.
- 1926 : Gueule d'Amour (une femme énigmatique à travers le regard de trois hommes, dont Gueule d'Amour). Ce roman a été adapté au cinéma en 1937 par Jean Grémillon avec Jean Gabin dans le rôle principal.
- 1927 : Le Pays neuf (le hasard fait de Monsieur Visse un millionnaire qui ne veut pas être un riche comme les autres), La Belle de Banlieue, L'Amour automatique, Un nouvel Amour (illustré par André Dignimont), Le Carnet de rêves.
- 1928 : Le Mauvais Sort (Philippe Bohême n'a qu'un désir : dire à chaque instant ce qu'il sent. Une étroite parenté unit le Prince Muichkine de Dostoïevski et Oblomov de Gontcharov avec les héros de Beucler.), La Vallée du Doubs, Paysages et villes russes.
- 1930...1945 : À droite par quatre, Mon chat, La vie d'Ivan le Terrible, Caucase, La belle de Banlieue, La Fleur qui chante, La Bête de Joie, Composite, Noir et vert.
- 1947…1954 : 29 bis troisième étage, Dimanche avec Léon-Paul Fargue, Les instants de Giraudoux, Vingt ans avec Léon-Paul Fargue, Portrait de D.Galanis, Le carnet de vengeance.
- 1956 …1982 : Charmante, Trois Oiseaux, Ténébrus, et enfin ses deux volumes de souvenirs : De Saint-Pétersbourg à Saint-Germain-des-Prés (1980) et Plaisirs de mémoire (1982).

André Beucler est égalemet l'auteur d'une œuvre poétique, d'essais (La vie de Ivan le Terrible), de portraits ( Les instants de Giraudoux, Vingt ans avec Léon-Paul Fargue), et de traductions (Dostoïewski par sa femme).
Correspondance
- André Beucler et Léon-Paul Fargue, Correspondance 1927-1945 (éd. Bruno Curatolo), Presses universitaires de Paris Ouest, 2014
- André Beucler et Roger Martin du Gard, "Correspondance 1927-1958" (éd. Bruno Curatolo), Plaisirs de mémoire et d'avenir, numéro Hors série, novembre 2018, 111 p.

## Filmographie

### Comme réalisateur
- 1933 : Adieu les beaux jours, co-réalisateur, adaptateur et dialoguiste avec Johannes Meyer (considéré comme perdu[9])
- 1933 : Tambour battant / Le Grand amour du jeune Dessauer, co-réalisateur avec Arthur Robison
- 1934 : Princesse Czardas, co-réalisateur adaptateur et dialoguiste avec Georg Jacoby
- 1934 : Le Secret des Woronzeff, co-réalisateur et dialoguiste avec Arthur Robison

### Comme scénariste
- 1933 : IF1 ne répond plus , de Karl Hartl, co-scénariste avec Walter Reisch.
- 1938 : Bar du sud , d'Henri Fescourt (considéré comme perdu[9])

### Comme adaptateur
- 1936 : Nitchevo, de Jacques de Baroncelli, co-adaptateur avec T.H. Robert (considéré comme perdu[9])
- 1948 : Bagarres, d'Henri Calef, adaptateur et dialoguiste
- 1937 : Gueule d'amour, de Jean Grémillon, adaptateur du roman éponyme.

## Prix et honneurs
- Lauréat de la Fondation Blumenthal.
- Officier de la Légion d'honneur[Quand ?]
- Officier de l'ordre des Arts et des Lettres
- 1957 : grand prix de littérature de la SGDL.
- 1981 : prix Roland de Jouvenel de l’Académie française pour De Saint-Pétersbourg à Saint-Germain-des-Prés[10].
- 1982 : grand prix Poncetton de la SGDL pour l'ensemble de son œuvre.

## Pour approfondir